# Es geschah am 20. Juli
Es geschah am 20. Juli is een West-Duitse oorlogsfilm uit 1955 onder regie van Georg Wilhelm Pabst. Destijds werd de film in Nederland uitgebracht onder de titel Dit gebeurde op 20 juli 1944.

## Verhaal
Enkele Duitse officieren beramen een aanslag op Adolf Hitler op 20 juli 1944. Ze willen Hitler doden met een bom om op die manier de Tweede Wereldoorlog te beëindigen. Zo willen ze verhinderen dat Duitsland volledig wordt vernietigd door de Geallieerden.

## Rolverdeling
| Acteur                 | Personage                                          |
| ---------------------- | -------------------------------------------------- |
| Bernhard Wicki         | Claus Schenk von Stauffenberg                      |
| Karl Ludwig Diehl      | Ludwig Beck                                        |
| Carl Wery              | Friedrich Fromm                                    |
| Erik Frey              | Friedrich Olbricht                                 |
| Albert Hehn            | Otto Ernst Remer                                   |
| Til Kiwe               | Werner von Haeften                                 |
| Jochen Hauer           | Wilhelm Keitel                                     |
| Jaspar von Oertzen     | Kerst von Dürnstein                                |
| Hans Cossy             | Erich Fellgiebel                                   |
| Willy Krause           | Joseph Goebbels                                    |
| Malte Petzel           | Berthold Schenk von Stauffenberg (als Malte Jäger) |
| Ernst Fritz Fürbringer | Generaal-Veldmaarschalk Erwin von Witzleben        |
| Annemarie Sauerwein    | Vrouw van Olbricht                                 |
| Harry Hardt            | Generaal Heusinger                                 |
| Heli Finkenzelle       | Secretaresse                                       |
| Rolf Neuber            | Adolf Hitler                                       |